# Chiliadenus
Chiliadenus é um género botânico pertencente à família Asteraceae.